# Parque nacional Upemba
El parque nacional Upemba es una extensa reserva natural situada en la República Democrática del Congo, en la provincia de Katanga, para una mayor precisión. El mismo se encuentra localizado en la depresión del Upemba, una zona pantanosa salpicada por exuberantes lagos, entre los que se destaca el lago Upemba (que da nombre a la región y al propio.

## Historia
El parque nacional Upemba fue creado en el año 1939. Es el hogar de aproximadamente unas 1 800 especies diferentes, algunas de las cuales fueron clasificadas en fechas tan tardías como el año 2003. Además, en el interior de la reserva viven agunos pueblos. 
En los últimos años, el parque nacional ha sido objeto de continuos ataques, tanto por parte de cazadores furtivos, cuanto por grupos de milicianos locales, partidarios u opositores al gobierno congoleño. Dentro de este contexto, citamos el hecho del ataque a las oficinas administrativas del parque por parte de la milicia Mai-Mai el 28 de mayo de 2004. Durante el mismo, muchos de los guardas forestales fueron asesinados junto a sus familiares, se incendió al edificio de la administración y la familia del jefe de guardaparques fue tomada como rehén. 
En tiempos recientes, el parque se enfrenta, como les sucede a otras reservas de flora y fauna africanas, a inconvenientes generados a partir de las actividades de los cazadores furtivos, de la contaminación, del paso de refugiados políticos y de los grupos milicianos insurgentes.
El 1 de junio de 2005, el servicio de protección del parque nacional Upemba recibió el Premio Abraham a la Conservación, en virtud de sus esfuerzos por la preservación de la biodiversidad de la cuenca del río Congo.

## Medio ambiente
El parque nacional Upemba se halla ubicado entre los 9°5’ y los 8°45’ de latitud sur y los 25°50’ y 27°10’ de longitud este. Al momento de su apertura, el 15 de mayo de 1939, el parque contaba con unos 17,730 kilómetros cuadrados, siendo, en ese entonces, el más extenso del continente africano. En julio de 1975, los límites del mismo han sido revisados y, en la actualidad, las dimensiones del parque cuentan con 10,000 kilómetros cuadrados, aproximadamente, con un área anexa de otros 3,000. El área comprendida exhibe una variedad de medio ambientes: pastizales (en las alturas de la meseta), bosques, bosquecillos y humedales.
El lago Upemba presenta una profundidad máxima de 3,20 metros y en algunas partes del mismo se observa un inmenso crecimiento de algas. Los cursos de agua de la región fluctúan a lo largo del año, habiendo un mayor nivel de aguas en la temporada que se extiende de marzo a junio, y uno bajo entre octubre y enero.

## Fauna

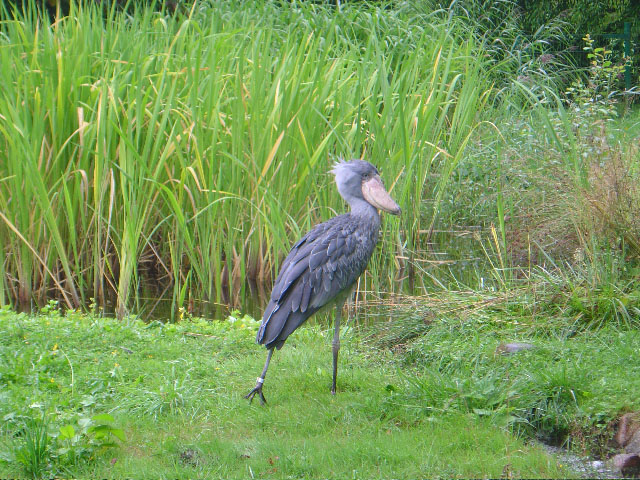
Picozapato

El complejo sistema de lagos, ríos, arroyos, pantanos y humedales alberga una interesante variedad de fauna ictiológica. En esta se incluyen más de treinta variedades de cyprinidae, mormyridae (popularmente conocidos como peces elefante), barbos, alestidae, mochokidae y cíclidos.
Entre las especies de aves, encontramos muchas en peligro de extinción, como el picozapato, la grulla caranculada y el zorzal manchado. Es endémico del parque el astrild de cara negra.

## Flora
La mayoría de los cuerpos de agua del parque nacional Upemba, se caracterizan por una profusión de vegetación de pantanos, entre la que se destacan especies como el papiro, la lechuga del Nilo y el abrojo de agua, como las más representativas.